# Alphonse Georges
 (mars 2015).
Alphonse-Joseph Georges, né le 19 août 1875 à Montluçon et mort le 24 avril 1951 à Paris, est un général français, grand-croix de la Légion d'honneur et médaillé militaire, ayant combattu lors des deux guerres mondiales.
Après avoir servi les grands généraux de son temps tels Lyautey, Joffre, Foch, Degoutte et Pétain, le général Georges exerce à son tour un grand commandement en 1939-1940. En septembre 1939, il devient adjoint du général Gamelin pour le front du Nord-Est puis, en décembre, commandant en chef du front du Nord-Est.

## Biographie

### Jeunesse et début de carrière
Alphonse Georges est né le 19 août 1875 à Montluçon. Originaire d’un milieu modeste — son père est contremaître dans une verrerie —, il obtient des résultats hors normes durant toute sa scolarité à Saint-Amand-Montrond et à Bourges. Attiré par l’armée, il prépare le concours d’entrée à Saint-Cyr au lycée Lakanal de Sceaux, puis intègre l’École spéciale militaire en 1895.
Sorti troisième de Saint-Cyr en 1897 (sur 578 élèves), promotion de Tananarive, il choisit l’infanterie, en particulier le 1er régiment de tirailleurs à Alger, un des régiments les plus réputés de l’armée. En Afrique du Nord, le jeune officier apprend son métier, participe à plusieurs colonnes qui visent à pacifier le Sahara et se fait rapidement remarquer par ses chefs. Il se marie en 1902 avec une jeune fille de la bourgeoisie locale, et prépare à partir de 1903 le concours de l’École supérieure de guerre qu’il réussit brillamment. Après celle-ci, le commandant en second de l’école, le général Toutée, devenu entre-temps chef de cabinet du ministre de la Guerre, le fait affecter en mars 1908 au poste d’aide de camp de Picquart, ministre de la Guerre dans le gouvernement Clemenceau. Deux ans plus tard, le capitaine Georges retourne en Algérie commander la 15e compagnie du 2e régiment de tirailleurs stationnée à Alger. Alors qu’il n’a pris le commandement de sa compagnie que depuis quelques mois, il est désigné pour participer à une « opération de police » sur les confins algéro-marocains. Au cours d’un accrochage sérieux avec des rebelles, il mène sa compagnie au feu victorieusement sous les yeux du général Lyautey qui tient immédiatement à connaître ce capitaine intrépide.
De retour à Alger, il mène la vie classique des officiers de garnison lorsque, en 1912, on lui confie un dossier jusque-là inextricable : l’incorporation des « Indigènes ». Georges en vient à bout en quelques mois, alors qu’aucun de ceux qui avaient étudié ce dossier précédemment n’était parvenu jusqu’alors à trouver de solution. Joffre, mis au courant, fait affecter le capitaine Georges au 1er bureau de l’état-major de l’armée à Paris. Sous les ordres du général de Castelnau, il va désormais préparer la mobilisation de millions d’hommes, comme prévu au plan XVII.

### Première Guerre mondiale
En août 1914, à l'entrée en guerre de la France, le chef de bataillon Georges sert à l’état-major de la IIe Armée du général de Castelnau puis obtient enfin, début septembre, de pouvoir prendre un commandement dans la troupe. Il ne restera cependant que quelques jours à la tête de son bataillon du 122e régiment d’infanterie, car il est grièvement blessé le 11 septembre. Après plusieurs semaines de soins puis de convalescence, Georges souhaite retrouver un commandement, mais Joffre ne l’entend pas ainsi : il n’est pas question qu’il retourne au front, il est trop précieux comme officier d’état-major et se retrouve à l’état-major de l'armée (EMA).
En octobre 1916, il obtient de pouvoir rejoindre l’armée d’Orient au poste de sous-chef d’état-major mais ne s’entend pas avec le général Sarrail. Il rentre en France en mars 1917, mais deux mois plus tard, Charles Jonnart, l’ancien gouverneur-général de l’Algérie qui se souvient du jeune officier prometteur qu’il a connu jadis, demande que ce soit, non pas un officier général, mais le lieutenant-colonel Georges, qui assume la tâche de conseiller militaire dans la difficile mission qu’on vient de lui confier : déposer le roi de Grèce Constantin Ier, favorable aux Allemands. Le plan militaire échafaudé par Georges est une complète réussite ; le monarque doit quitter le pays.
De retour en France, Georges devient ensuite un des plus proches collaborateurs du maréchal Foch jusqu’en 1921, notamment comme chef du bureau des théâtres d’opérations extérieures. À ce titre, il prend une part déterminante à l’organisation de l’offensive que mène le maréchal Franchet d'Esperey à partir de Salonique en septembre 1918.

### La Ruhr
Colonel depuis décembre 1919, il prend le commandement du 64e régiment de tirailleurs à Spire en Allemagne en janvier 1922 sous les ordres du général Mordacq, mais se voit appelé un an plus tard par le général Degoutte à prendre la direction du « secrétariat des Affaires techniques », lors de l’occupation de la Ruhr. Ayant réussi à faire redémarrer l’activité économique, il termine son temps de commandement, puis est nommé général en mars 1924.

### La guerre du Rif
Après avoir suivi les cours du Centre des hautes études militaires (CHEM), il devient chef d’état-major du général Degoutte, commandant désigné de l’armée des Alpes en cas de guerre. Cependant, sa réputation est faite dans toute l’armée et le maréchal Pétain l’appelle à ses côtés pour le seconder lors de la guerre du Rif. C’est Georges qui conçoit et met en œuvre l’essentiel du plan qui permettra de venir à bout des rebelles.

### Alger/Maginot
Promu général de division, 18 mois seulement après avoir été nommé général de brigade, il prend le commandement de la division d’Alger en septembre 1928. Toutefois, il ne va rester à la tête de sa division qu’un peu plus d’un an, le nouveau ministre de la Guerre André Maginot voulant qu’il devienne son chef de cabinet. Après 15 mois à l’hôtel de Brienne, de novembre 1929 à février 1931, le général de corps d’armée Georges retourne en Afrique du Nord prendre le commandement du prestigieux 19e corps d’armée.

### Conseil supérieur de la Guerre
En novembre 1932, il est promu général d'armée et entre au Conseil supérieur de la guerre (CSG). À 58 ans, et compte tenu des limites d’âge en vigueur, il peut encore rester en activité de 7 à 10 ans. Presque tous ses collègues généraux le voient devenir inspecteur général de l’armée, c’est-à-dire généralissime en cas de guerre.

### L'attentat de Marseille
À l’automne 1934, il est désigné pour accueillir le roi Alexandre Ier de Yougoslavie, avec qui il a noué une solide amitié durant la Première Guerre mondiale, et qui doit débarquer à Marseille le 9 octobre. Après l'arrivée de la délégation yougoslave quai des Belges (aujourd'hui quai de la Fraternité), sur le Vieux port, le convoi s'engage sur la Canebière où se masse une foule importante et les services de sécurité sont débordés. Le terroriste bulgare Vlado Tchernozemski se précipite vers la Delage décapotable où se trouve le roi et fait feu. Le roi est tué, le ministre Louis Barthou, blessé, succombera plus tard à ses blessures. Le général Georges, atteint par deux balles en tentant de s'interposer, est lui grièvement blessé au thorax et aux avant-bras. Rétabli deux mois plus tard, il conservera néanmoins une douleur permanente à la main gauche, sur laquelle il portera désormais toujours un gant de laine, et une fatigue chronique liée aux difficultés à dormir à cause de cette douleur, lui qui, gros dormeur, était connu pour sa faculté de s'endormir quand il le souhaitait.

### Le haut commandement

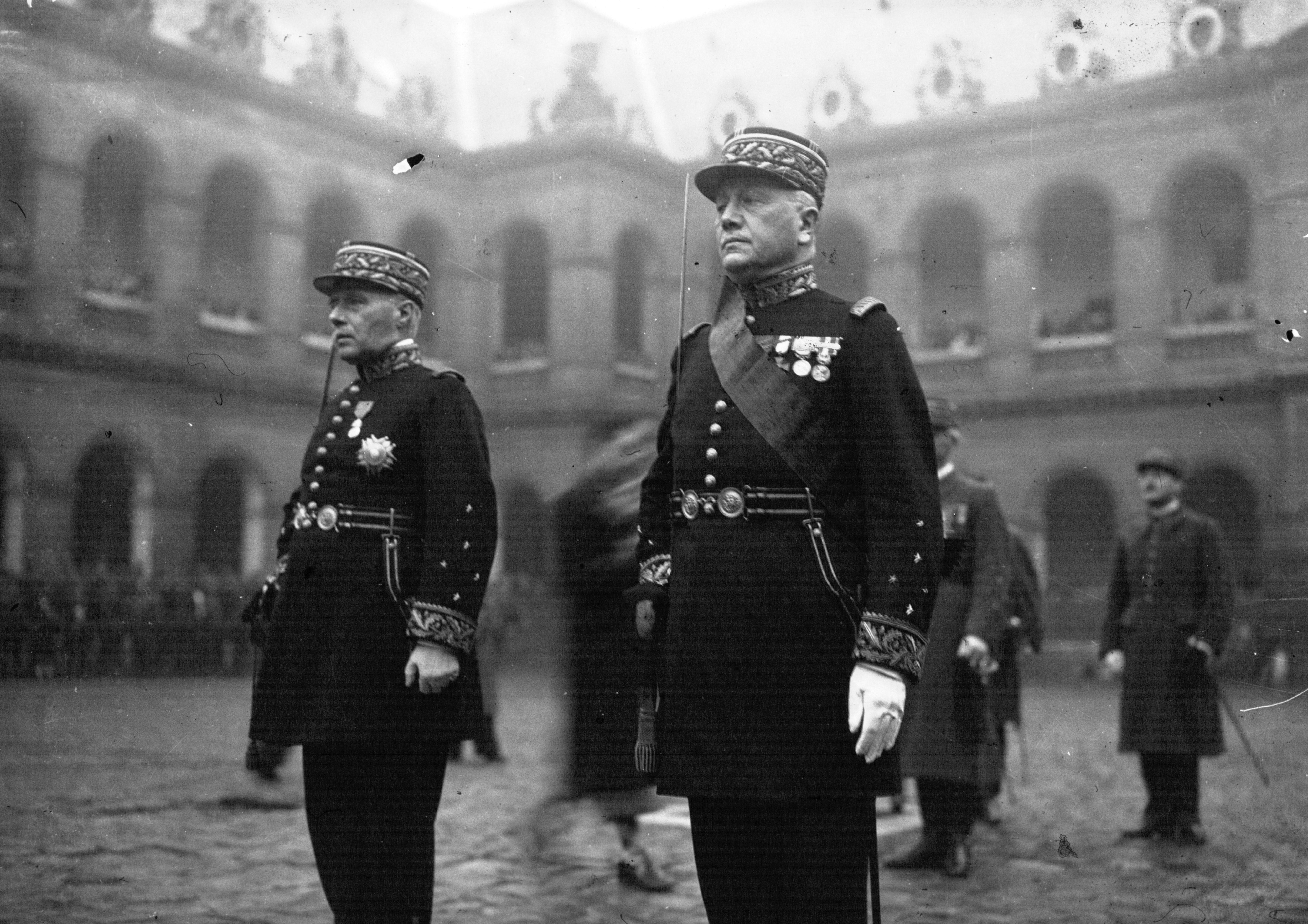
Remise de la médaille militaire au général Gamelin et de la Grande-Croix de la Légion d'Honneur au général Georges par le Maréchal Pétain le 25 janvier 1936 aux Invalides.

C’est finalement le général Gamelin qui est nommé en remplacement du général Weygand, atteint par la limite d’âge, en janvier 1935. Georges devient inspecteur des troupes d’Afrique du Nord, mais ne possède pas d’autres responsabilités concrètes. Certes Gamelin lui confie certaines missions comme rédiger les nouveaux règlements d’emploi des grandes unités, ou diriger les grandes manœuvres, mais en fait il cherche à l’écarter des circuits de prise de décision.
Lors de toutes les conférences que le général Georges prononce à cette époque, il ne manque jamais une occasion d’exprimer sa préoccupation devant l’état de l’armée, le manque d’entraînement des réserves, la motorisation très insuffisante, les carences de l’aviation, le déficit de production d’armements modernes, et surtout l'inquiétant réarmement allemand. Dès 1935 il s'émeut du risque de certains nouveaux modes d'attaque de l'ennemi, en particulier par des divisions de blindés. Il préconise d'étendre les fortifications de la Ligne Maginot au nord face à la Belgique et de doter l'armée française de grandes divisions blindées. Ces recommandations agacent le ministre de la Guerre Édouard Daladier.

### Seconde Guerre mondiale

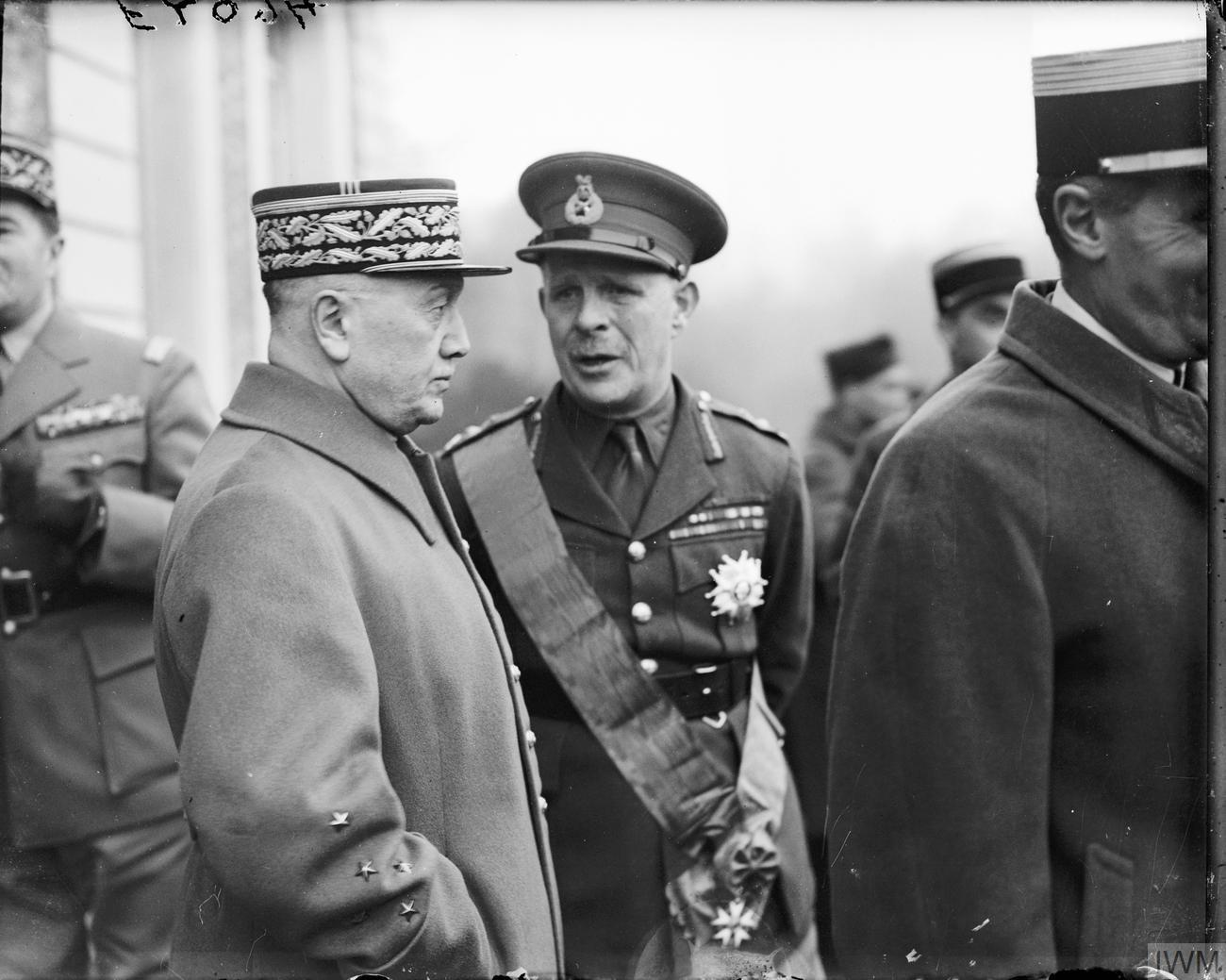
Le général Georges (à g.) avec le Lord général Gort, à Arras vers 1940.

À la mobilisation, il devient adjoint du général Gamelin pour le front du Nord-Est puis, seulement en décembre, commandant en chef du front du Nord-Est. Pourtant ce titre ne doit pas faire illusion : Georges voit en fait ses prérogatives réduites, car Gamelin scinde le Grand quartier général des forces terrestres françaises (GQG), et lui retire des moyens, donne des ordres directement à ses collaborateurs dont certains parmi les plus proches lui sont retirés, et réfute ses avis et analyses. Alphonse Georges ne peut donc exercer pleinement son commandement. Surtout, il est obligé d’appliquer un plan qu’il désapprouve, en particulier l'envoi en Belgique et en Hollande de la puissante 7e armée.
L’attaque allemande du 10 mai démontre l’incapacité de l’armée française à opérer des mouvements stratégiques. Le front est rompu sur la Meuse le 15 mai. Georges, depuis le GQG, voit ce qu’il faudrait faire mais ses ordres arrivent souvent trop tard. L’ennemi progresse à une vitesse jamais imaginée, même dans le pire des scénarios. Le stress le gagne. Après le limogeage de Gamelin le 19 mai, remplacé par Weygand, Georges retrouve tous ses moyens et entreprend d’organiser de nouvelles lignes de défense mais sans illusion, les Allemands ayant désormais, après la destruction des armées du Nord, trois fois plus de divisions que les Alliés.
Après l’armistice du 22 juin 1940, le général Georges organise pendant quelques semaines la nouvelle armée de Vichy qui ne doit plus compter que 100 000 hommes en métropole, puis, atteint par la limite d’âge en août 1940 (65 ans), il est placé dans la deuxième section du cadre des officiers généraux.

### Alger/CFLN
En 1943, Churchill, qui tient Alphonse Georges en haute estime, organise son évasion de France afin qu’il puisse travailler de concert avec les généraux de Gaulle et Giraud en Algérie. Il quitte Chambéry le 12 mai, rentre dans la clandestinité et aidé par l'ORA rejoint la Lozère. Le 20 mai, un Lockheed Hudson britannique se pose sur le causse Méjean, en Lozère et l'amène à Alger.
À partir du 7 juin 1943, Georges participe activement au Comité français de la Libération nationale jusqu'en novembre, mais ne parvient pas à imposer son point de vue face aux Gaullistes. Georges se retire alors définitivement de toute activité politique ou militaire.

### Retour à Paris - les procédures
À la Libération, il apporte son témoignage, notamment au procès du maréchal Pétain, à l’instruction qui vise le général Weygand et à la Commission d'enquête parlementaire sur les évènements survenus en France de 1933 à 1945, en 1948 déposant à quatre reprises et de manière très précise devant cette commission. Il témoigne aussi au procès du général Laure, ancien chef de la XVIIIe armée et chef du cabinet militaire du maréchal Pétain à l'acquittement duquel il contribue .
Il fait partie du Comité d'honneur pour la libération du maréchal Pétain. S'il désapprouve l'action du maréchal après 1942, il est plus nuancé sur sa période avant et juge injuste la façon dont il est traité.
Sur de Gaulle son opinion évolue. Selon Max Schiavon, il reconnaît le « grand homme politique et le stratège, mais le trouve toujours sans morale, arriviste et intriguant ».
Il est sollicité par Churchill, qu'il reçoit, pour l'élaboration des mémoires de l'ancien dirigeant britannique.
En octobre 1950, le général de Lattre de Tassigny, alors inspecteur général des armées et qui avait été son subordonné, le convie comme invité d'honneur à une revue militaire à Constance, dans la zone d'occupation française en Allemagne.
Le général Georges connaît des problèmes de santé, avec une opération de la prostate en 1949 et deux infarctus en 1950. Sa santé décline sérieusement en janvier 1951 et il est hospitalisé un mois et demi au Val-de-Grâce pour une crise d'urémie et des problèmes cardiaques. Il y est de nouveau hospitalisé pour un cancer de la prostate en avril mais ses problèmes cardiaques empêchent une opération immédiate. Il y meurt le 25 avril d'une hémorragie cérébrale.
Le général de Gaulle viendra s'incliner devant sa dépouille. Ses obsèques se déroulent dans l'église Notre-Dame du Val-de-Grâce, célébrées en présence des plus hautes autorités militaires, mais pas de membres du gouvernement qui se font seulement représenter. Alphonse Georges est ensuite inhumé au cimetière de Saint-Cloud. Churchill, redevenu Premier ministre, se rendra sur sa tombe lors d'une visite officielle en France en octobre 1951.

## Décorations

### Placard de décorations
|  |  |  |
|  |  |  |
|  |  |  |

### Françaises
- Médaille militaire (26 juin 1939)
- Grand-croix de la Légion d'honneur (31 décembre 1935)
- Croix de guerre 1914-1918 (deux palmes)
- Croix de guerre des Théâtres d'opérations extérieurs (deux palmes)
- Médaille interalliée de la Victoire
- Médaille coloniale avec agrafes "Sahara" et "Maroc"
- Médaille commémorative du Maroc
- Chevalier de l'ordre du Mérite agricole
- Officier de l'Instruction publique (10 octobre 1908)

### Étrangères
- Companion du Distingued Service Order (Empire Britannique)
- Chevalier commandeur de l'ordre du Bain (Empire britannique)
- Commandeur de l'ordre de Léopold (Belgique)
- Croix de guerre belge 1914-1918
- Officier de l'ordre national du Mérite militaire bulgare
- Officier de l'Étoile royale de la Grande Comores
- Officier de l'ordre du Sauveur (Grèce)
- Croix de Guerre hellénique (Grèce)
- Croix du Mérite militaire hellénique
- Grand officier de l'ordre de la Couronne d'Italie
- Croix de Guerre italienne
- Chevalier de 1re classe de l’ordre de Saint-Olaf (Norvège)
- Chevalier de 2e classe de la Solidarité de Panama
- Commandeur de l’ordre de Georges Ier (Grèce)
- Officier de l’ordre royal de Saint-Benoit d'Aviz (Portugal)
- Commandeur de l’ordre royal de la Couronne roumaine
- Ordre de Saint-Vladimir (4e classe) (Russie)
- Ordre de l’Aigle blanc (4e classe) (Russie)
- Ordre royal de Saint-Sava (5e classe) (Serbie)
- Médaille de Serbie
- Ordre royal de Karageorgevitch
- Ordre de Virtuti Militari (Pologne)
- Grand-croix Mérite militaire (Espagne)
- Grand officier de l'ordre de Charles III d'Espagne
- Grand-croix de l'ordre du Nichan Iftikhar (Tunisie)
- Grand-croix du Ouissam alaouite (Maroc)
- Commandeur du Trésor sacré (Japon)
- Grand-croix de l'ordre du Jade (Chine)